# WTA Challenger Series 2023
In der folgenden Tabelle werden die Damenturniere der WTA Challenger Series der Saison 2023 dargestellt.
Auf dem Veranstaltungskalender des Jahres standen in dieser Kategorie 31 Turniere.

## Turnierplan
Die Zeichenfolge von z. B. 32E/8Q/8D hat folgende Bedeutung:
- 32E = 32 Spielerinnen spielen im Einzel
- 8Q = 8 Spielerinnen spielen die Qualifikation im Einzel
- 8D = 8 Paarungen spielen im Doppel

| Datum 1       | Turnier                                                                                            | Siegerin(nen)                                  | Finalgegnerin(nen)                          | Ergebnis           |
| ------------- | -------------------------------------------------------------------------------------------------- | ---------------------------------------------- | ------------------------------------------- | ------------------ |
| 30. Januar    | Copa Oster Cali, Kolumbien $115.000 Sandplatz – 32E/16Q/16D                                        | Nadia Podoroska                                | Paula Ormaechea                             | 6:4, 6:2           |
| 30. Januar    | Copa Oster Cali, Kolumbien $115.000 Sandplatz – 32E/16Q/16D                                        | Weronika Falkowska Katarzyna Kawa              | Kyōka Okamura You Xiaodi                    | 6:1, 5:7, [10:6]   |
| 27. März      | San Luis Potosí 125 San Luis Potosí, Mexiko $115.000 Sandplatz – 32E/16Q/16D                       | Elisabetta Cocciaretto                         | Sara Errani                                 | 5:7, 6:4, 7:5      |
| 27. März      | San Luis Potosí 125 San Luis Potosí, Mexiko $115.000 Sandplatz – 32E/16Q/16D                       | Aliona Bolsova Andrea Gámiz                    | Oksana Kalaschnikowa Katarzyna Piter        | 7:65, 6:4          |
| 1. Mai        | L’Open 35 de Saint-Malo Saint-Malo, Frankreich €115.000 Sandplatz – 32E/16Q/16D                    | Sloane Stephens                                | Greet Minnen                                | 6:3, 6:4           |
| 1. Mai        | L’Open 35 de Saint-Malo Saint-Malo, Frankreich €115.000 Sandplatz – 32E/16Q/16D                    | Greet Minnen Bibiane Schoofs                   | Ulrikke Eikeri Eri Hozumi                   | 7:67, 7:63         |
| 1. Mai        | Catalonia Open WTA 125 Reus, Spanien $115.000 Sandplatz – 32E/8Q/16D                               | Sorana Cîrstea                                 | Elizabeth Mandlik                           | 6:1, 4:6, 7:61     |
| 1. Mai        | Catalonia Open WTA 125 Reus, Spanien $115.000 Sandplatz – 32E/8Q/16D                               | Storm Hunter Ellen Perez                       | Alexa Guarachi Erin Routliffe               | 6:1, 7:68          |
| 15. Mai       | Trophée Clarins Paris, Frankreich $115.000 Sandplatz – 32E/8Q/8D                                   | Diane Parry                                    | Caty McNally                                | kampflos           |
| 15. Mai       | Trophée Clarins Paris, Frankreich $115.000 Sandplatz – 32E/8Q/8D                                   | Anna Danilina Wera Swonarjowa}                 | Nadija Kitschenok Alycia Parks              | 5:7, 7:62, [14:12] |
| 15. Mai       | Firenze Ladies Open Florenz, Italien $115.000 Sandplatz – 32E/14Q/16D                              | Jasmine Paolini                                | Taylor Townsend                             | 6:3, 7:5           |
| 15. Mai       | Firenze Ladies Open Florenz, Italien $115.000 Sandplatz – 32E/14Q/16D                              | Vivian Heisen Ingrid Neel                      | Asia Muhammad Giuliana Olmos                | 1:6, 6:2, [10:8]   |
| 6. Juni       | Makarska Open Makarska, Kroatien $115.000 Sandplatz – 32E/8Q/8D                                    | Mayar Sherif                                   | Jasmine Paolini                             | 2:6, 7:66, 7:5     |
| 6. Juni       | Makarska Open Makarska, Kroatien $115.000 Sandplatz – 32E/8Q/8D                                    | Wu Fang-hsien Ingrid Neel                      | Anna Sisková Renata Voráčová                | 6:3, 7:5           |
| 6. Juni       | Open Internacional Femení Solgironès La Bisbal d’Empordà, Spanien $115.000 Sandplatz – 32E/16Q/16D | Arantxa Rus                                    | Panna Udvardy                               | 7:62, 6:3          |
| 6. Juni       | Open Internacional Femení Solgironès La Bisbal d’Empordà, Spanien $115.000 Sandplatz – 32E/16Q/16D | Caroline Dolehide Diana Schneider              | Aliona Bolsova Rebeka Masarova              | 7:65, 6:3          |
| 12. Juni      | BBVA Open Internacional de Valencia Valencia, Spanien $115.000 Sandplatz – 32E/10Q/8D              | Mayar Sherif                                   | Marina Bassols Ribera                       | 6:3, 6:3           |
| 12. Juni      | BBVA Open Internacional de Valencia Valencia, Spanien $115.000 Sandplatz – 32E/10Q/8D              | Aliona Bolsova Andrea Gámiz                    | Irina Chromatschowa Angelina Gabujewa       | 6:4, 4:6, [10:7]   |
| 19. Juni      | Veneto Open promoted by Confindustria Veneto Est Gaiba, Italien $115.000 Rasen – 32E/16D           | Ashlyn Krueger                                 | Tatjana Maria                               | 3:6, 6:4, 7:5      |
| 19. Juni      | Veneto Open promoted by Confindustria Veneto Est Gaiba, Italien $115.000 Rasen – 32E/16D           | Jang Su-jeong Han Na-lae                       | Weronika Falkowska Katarzyna Piter          | 6:3, 3:6, [10:6]   |
| 10. Juli      | Nordea Open Båstad, Schweden $115.000 Sandplatz – 32E/16D                                          | Olga Danilović                                 | Emma Navarro                                | 7:64, 3:6, 6:3     |
| 10. Juli      | Nordea Open Båstad, Schweden $115.000 Sandplatz – 32E/16D                                          | Irina Chromatschowa Panna Udvardy              | Eri Hozumi Jang Su-jeong                    | 4:6, 6:3, [10:5]   |
| 10. Juli      | Grand Est Open 88 Contrexéville, Frankreich $115.000 Sandplatz – 32E/8Q/8D                         | Arantxa Rus                                    | Anastassija Pawljutschenkowa                | 6:3, 6:3           |
| 10. Juli      | Grand Est Open 88 Contrexéville, Frankreich $115.000 Sandplatz – 32E/8Q/8D                         | Cristina Bucșa Alena Fomina-Klotz              | Amina Anschba Anastasia Dețiuc              | 4:6, 6:3, [10:7]   |
| 17. Juli      | BCR Iași Open Iași, Rumänien $115.000 Sandplatz – 32E/16Q/8D                                       | Ana Bogdan                                     | Irina-Camelia Begu                          | 6:2, 6:3           |
| 17. Juli      | BCR Iași Open Iași, Rumänien $115.000 Sandplatz – 32E/16Q/8D                                       | Veronika Erjavec Dalila Jakupović              | Irina Bara Monica Niculescu                 | 6:4, 6:4           |
| 7. August     | Polish Open Grodzisk Mazowiecki, Polen $115.000 Hartplatz – 32E/16Q/16D                            | Dajana Jastremska                              | Greet Minnen                                | 2:6, 6:1, 6:3      |
| 7. August     | Polish Open Grodzisk Mazowiecki, Polen $115.000 Hartplatz – 32E/16Q/16D                            | Katarzyna Kawa Elixane Lechemia                | Naiktha Bains Maia Lumsden                  | 6:3, 6:4           |
| 14. August    | Golden Gate Open Stanford, Vereinigte Staaten $115.000 Hartplatz – 32E/16Q/16D                     | Wang Yafan                                     | Kamilla Rachimowa                           | 6:2, 6:0           |
| 14. August    | Golden Gate Open Stanford, Vereinigte Staaten $115.000 Hartplatz – 32E/16Q/16D                     | Jodie Burrage Olivia Gadecki                   | Claire Liu Hailey Baptiste                  | 7:64; 6:76, [10:8] |
| 14. August    | Barranquilla Open Barranquilla, Kolumbien $115.000 Hartplatz – 32E/16Q/8D                          | Tatjana Maria                                  | Fiona Ferro                                 | 6:1, 6:2           |
| 14. August    | Barranquilla Open Barranquilla, Kolumbien $115.000 Hartplatz – 32E/16Q/8D                          | Valentini Grammatikopoulou Despina Papamichail | Yuliana Lizarazo María Paulina Pérez García | 7:62, 7:5          |
| 21. August    | Chicago Women’s Open Chicago, Vereinigte Staaten $115.000 Hartplatz – 32E/8Q/8D                    | Wiktorija Tomowa                               | Claire Liu                                  | 6:1, 6:4           |
| 21. August    | Chicago Women’s Open Chicago, Vereinigte Staaten $115.000 Hartplatz – 32E/8Q/8D                    | Ingrid Neel Ulrikke Eikeri                     | Cristina Bucșa Alexandra Panowa             | kampflos           |
| 4. September  | Open Delle Puglie Bari, Italien $115.000 Sandplatz – 32E/8Q/16D                                    | Tamara Zidanšek                                | Rebecca Šramková                            | 3:6, 7:5, 6:1      |
| 4. September  | Open Delle Puglie Bari, Italien $115.000 Sandplatz – 32E/8Q/16D                                    | Katarzyna Kawa Anna Sisková                    | Valentini Grammatikopoulou Elixane Lechemia | 6:1, 6:2           |
| 11. September | Țiriac Foundation Trophy Bukarest, Rumänien $115.000 Sandplatz – 32E/16Q/8D                        | Astra Sharma                                   | Sara Errani                                 | 0:6, 7:5, 6:2      |
| 11. September | Țiriac Foundation Trophy Bukarest, Rumänien $115.000 Sandplatz – 32E/16Q/8D                        | Angelica Moratelli Camilla Rosatello           | Valentini Grammatikopoulou Anna Sisková     | 7:5, 6:4           |
| 11. September | Zavarovalnica Sava Ljubljana Ljubljana, Slowenien $115.000 Sandplatz – 32E/16Q/8D                  | Marina Bassols Ribera                          | Zeynep Sönmez                               | 6:0, 7:62          |
| 11. September | Zavarovalnica Sava Ljubljana Ljubljana, Slowenien $115.000 Sandplatz – 32E/16Q/8D                  | Amina Anschba Quinn Gleason                    | Freya Christie Yuliana Lizarazo             | 6:3, 6:4           |
| 18. September | Parma Ladies Open 2023 Parma, Italien $115.000 Sandplatz – 32E/8Q/16D                              | Ana Bogdan                                     | Anna Karolína Schmiedlová                   | 7:5, 6:1           |
| 18. September | Parma Ladies Open 2023 Parma, Italien $115.000 Sandplatz – 32E/8Q/16D                              | Dalila Jakupović Irina Chromatschowa           | Anna Bondár Kimberley Zimmermann            | 6:2, 6:3           |
| 9. Oktober    | Open Capfinances Rouen Métropole Rouen, Frankreich $115.000 Hartplatz (Halle) – 32E/8Q/16D         | Viktorija Golubic                              | Erika Andrejewa                             | 6:4, 6:1           |
| 9. Oktober    | Open Capfinances Rouen Métropole Rouen, Frankreich $115.000 Hartplatz (Halle) – 32E/8Q/16D         | Maia Lumsden Jessika Ponchet                   | Anna Bondár Kimberley Zimmermann            | 6:3, 7:64          |
| 23. Oktober   | Abierto Tampico Tampico, Mexiko $115.000 Hartplatz – 32E/7Q/13D                                    | Emina Bektas                                   | Anna Kalinskaja                             | 6:3, 3:6, 7:63     |
| 23. Oktober   | Abierto Tampico Tampico, Mexiko $115.000 Hartplatz – 32E/7Q/13D                                    | Kamilla Rachimowa Anastassija Tichonowa        | Sabrina Santamaria Heather Watson           | 7:65, 6:2          |
| 30. Oktober   | Dow Tennis Classic Midland, Vereinigte Staaten $115.000 Hartplatz (Halle) – 32E/16Q/16D            | Anna Kalinskaja                                | Jana Fett                                   | 7:5, 6:4           |
| 30. Oktober   | Dow Tennis Classic Midland, Vereinigte Staaten $115.000 Hartplatz (Halle) – 32E/16Q/16D            | Whitney Osuigwe Hailey Baptiste                | Sophie Chang Ashley Lahey                   | 2:6, 6:2 [10:1]    |
| 13. November  | LP Open by IND Colina, Chile $115.000 Sandplatz – 32E/8Q/16D                                       | Sára Bejlek                                    | Diane Parry                                 | 6:2, 6:1           |
| 13. November  | LP Open by IND Colina, Chile $115.000 Sandplatz – 32E/8Q/16D                                       | Julia Lohoff Conny Perrin                      | Lucciana Pérez Alarcón Daniela Seguel       | 7:64, 6:2          |
| 20. November  | MundoTenis Open Florianópolis, Brasilien $115.000 Sandplatz – 32E/8Q/16D                           | Ajla Tomljanović                               | Martina Capurro Taborda                     | 6:1, 7:5           |
| 20. November  | MundoTenis Open Florianópolis, Brasilien $115.000 Sandplatz – 32E/8Q/16D                           | Sara Errani Léolia Jeanjean                    | Julia Lohoff Conny Perrin                   | 7:5, 3:6, [10:7]   |
| 27. November  | Creand Andorrà Open Andorra la Vella $115.000 Hartplatz (Halle) – 32E/8D                           | Marina Bassols Ribera                          | Erika Andrejewa                             | 7:5, 7:63          |
| 27. November  | Creand Andorrà Open Andorra la Vella $115.000 Hartplatz (Halle) – 32E/8D                           | Erika Andrejewa Céline Naef                    | Tímea Babos Heather Watson                  | 6:2, 6:1           |
| 27. November  | Argentina Open Buenos Aires, Argentinien $115.000 Sandplatz – 32E/8Q/16D                           | Laura Pigossi                                  | María Carlé                                 | 6:3, 6:2           |
| 27. November  | Argentina Open Buenos Aires, Argentinien $115.000 Sandplatz – 32E/8Q/16D                           | María Carlé Despina Papamichail                | María Paulina Pérez García Sofia Sewing     | 6:3, 4:6, [11:9]   |
| 4. Dezember   | Montevideo Open Montevideo, Uruguay $115.000 Sandplatz – 32E/8Q/16D                                | Renata Zarazúa                                 | Diane Parry                                 | 7:5, 3:6, 6:4      |
| 4. Dezember   | Montevideo Open Montevideo, Uruguay $115.000 Sandplatz – 32E/8Q/16D                                | María Carlé Julia Riera                        | Freya Christie Yuliana Lizarazo             | 7:55, 7:5          |
| 4. Dezember   | Open Angers Arena Loire Angers, Frankreich $115.000 Hartplatz (Halle) – 32E/8Q/8D                  | Clara Burel                                    | Chloé Paquet                                | 3:6, 6:4, 6:2      |
| 4. Dezember   | Open Angers Arena Loire Angers, Frankreich $115.000 Hartplatz (Halle) – 32E/8Q/8D                  | Cristina Bucșa Monica Niculescu                | Anna Danilina Alexandra Panowa              | 6:1, 6:3           |
| 11. Dezember  | Open BLS de Limoges Limoges, Frankreich $115.000 Hartplatz (Halle) – 32E/8Q/8D                     | Cristina Bucșa                                 | Elsa Jacquemot                              | 2:6, 6:1, 6:2      |
| 11. Dezember  | Open BLS de Limoges Limoges, Frankreich $115.000 Hartplatz (Halle) – 32E/8Q/8D                     | Cristina Bucșa Jana Sisikowa                   | Oksana Kalaschnikowa Maia Lumsden           | 6:4, 6:1           |

## Weltranglistenpunkte
Abhängig von der erreichten Runde erhalten die Spielerinnen folgende Punkte für die WTA-Weltrangliste:
| Turnierkategorie   | S   | F  | HF | VF | AF | R32 | Q | Q2 | Q1 |
| ------------------ | --- | -- | -- | -- | -- | --- | - | -- | -- |
| WTA 125 (32E, 16Q) | 160 | 95 | 57 | 29 | 15 | 1   | 6 | 4  | 1  |
| WTA 125 (32E, 8Q)  | 160 | 95 | 57 | 29 | 15 | 1   | 6 | –  | 1  |
| WTA 125 (16D)      | 160 | 95 | 57 | 29 | 1  | –   | – | –  | –  |
| WTA 125 (8D)       | 160 | 95 | 57 | 1  | –  | –   | – | –  | –  |

- E = Einzelspielerin, D = Doppelspielerin, Q = Qualifikationsspielerin